# Route départementale 19 (Essonne)
Pour les articles homonymes, voir Route départementale 19.
 (signalé en juin 2025).
Si vous disposez d'ouvrages ou d'articles de référence ou si vous connaissez des sites web de qualité traitant du thème abordé ici, merci de compléter l'article en donnant les références utiles à sa vérifiabilité et en les liant à la section « Notes et références ».
- Archive Wikiwix
- Bing
- Cairn
- DuckDuckGo
- E. Universalis
- Gallica
- Google
- G. Books
- G. News
- G. Scholar
- Persée
- Qwant
- (zh) Baidu
- (ru) Yandex
- (wd) trouver des œuvres sur Wikidata

La route départementale 19 est une route départementale située au sud du département français de l'Essonne et dont l'importance est restreinte à la circulation routière locale.

## Itinéraire
Au nord, la route départementale 19 est prolongée par la Route nationale 445 vers Viry-Châtillon.
- Fleury-Mérogis, la route débute au sud de la commune à l'intersection avec la route nationale 104 marquée par les sorties  39a et 39b, elle y prend l'appellation de Route départementale.
- Le Plessis-Pâté, elle rencontre par un carrefour giratoire la route départementale 312 puis partage un tronçon commun avec la route départementale 117, elle borde ensuite la base aérienne 217 Brétigny-sur-Orge.
- Brétigny-sur-Orge, elle croise par un carrefour giratoire à nouveau en perpendiculaire la route départementale 117.
- Marolles-en-Hurepoix, elle croise au même carrefour la route départementale 117 et la route départementale 8, un viaduc permet la traversée de la ligne C du RER d'Île-de-France.
- La Norville, elle rencontre par un carrefour giratoire la route départementale 449.
- Avrainville, intersection par un carrefour giratoire avec la route départementale 193 puis avec l'ancienne route nationale 20 au moyen d'un viaduc.
- Égly, elle traverse l'extrême sud de la commune en bordure de nationale 20.
- Boissy-sous-Saint-Yon, elle rencontre par un carrefour giratoire la route départementale 26, extrémité sud où elle porte encore l'appellation de Route départementale.
- Saint-Yon, elle emprunte le même axe que la RD 26 sous l'appellation de Route de Boissy, elle croise ensuite la route départementale 82.
- Breuillet, un passage à niveau permet de traverser la ligne C du RER au niveau de la gare de Breuillet - Village, elle se sépare ensuite en deux, une voie vers le nord sous l'appellation Route d'Arpajon, un second passage à niveau franchit la voie ferrée qu'elle borde ensuite, passant devant la gare de Breuillet - Bruyères-le-Châtel, elle passe à proximité de la boëlle des communes puis un pont enjambe l'Orge avant d'arriver à l'intersection avec la route départementale 192. Depuis la gare de Breuillet -Village, la voie sud prend l'appellation de Route de Dourdan.
- Breux-Jouy, elle prend dans la commune l'appellation de Rue du Docteur Babin puis Rue Gabriel Péri avant d'arriver à l'intersection avec la route départementale 116.

## Infrastructure
La majeure partie du tracé de cette route départementale est à deux fois deux voies.

## Pour approfondir